# أليسون بيكر
أليسون رمسيس بيكر (بالبرتغالية: Alisson Ramses Becker‏) ويعرف أيضاً بـ"أليسون" (بالبرتغالية: Alisson‏) هو لاعب كرة قدم برازيلي في مركز حراسة المرمى ولد في يوم 2 أكتوبر 1992 في مدينة نوفو هامبورغو في البرازيل، يلعب حالياً مع نادي ليفربول الإنجليزي ومنتخب البرازيل.

## المسيرة

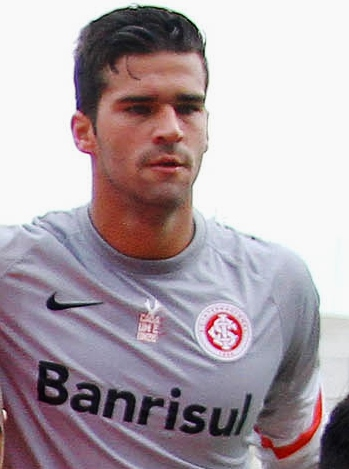
أليسون مع إنترناسيونال في 2015.

وُلد أليسون في نوفو هامبورغو، ريو غراندي دو سول، وانضم إلى أكاديمية إنترناسيونال في عام 2002، وعمره عشر سنوات. بعد تحسنه في صفوف الشباب، ظهر بشكل منتظم مع فريق تحت 23 سنة، قبل أن يشارك لأول مرة في 17 فبراير 2013، في مباراة انتهت بالتعادل 1-0 ضد كروزيرو-RS في بطولة غاوتشو. تبع ذلك ظهوره لأول مرة في دوري الدرجة الأولى في 25 أغسطس 2013 عندما بدأ أساسيا وانتهت المباراة بالتعادل 3-3 ضد غوياس. كان أليسون احتياطيا لأخيه موريل ويتنافس على المركز الثاني في الفريق مع أغينور، وأنهى أليسون موسمه الأول بستة مشاركات.
في العام التالي، وجد أليسون نفسه منافسا للأسطورة البرازيلية ديدا، الذي انضم إلى انترناسيونال من غريميو. أنهى أليسون عام 2014 بـ11 مشاركة في الدوري. أصبح أليسون أساسيا غير قابل للتشكيك في العام التالي (2015) وشارك خلاله في 57 مباراة في جميع المسابقات. في 4 فبراير 2016، وقع أليسون عقدًا مع نادي روما الإيطالي، وكان العقد لمدة خمس سنوات مقابل 7 ملايين يورو. لعب آخر مباراة له مع انترناسيونال في 15 مايو 2016، وتمكن من الحفاظ على شباك نظيفة في تعادل 0-0 ضد شابيكوينسي. خلال السنوات الأربع التي قضاها مع فريق انترناسيونال، حقق أليسون أكثر من 100 مشاركة في جميع المسابقات وفاز ببطولة غاوتشو في كل موسم.

## روما
أكمل أليسون رسميًا انتقاله إلى نادي روما الإيطالي في يوليو 2016. ظهر لأول مرة مع النادي في 17 أغسطس 2016، وبدأ أساسيا في مباراة انتهت بالتعادل في دوري أبطال أوروبا 1-1 مع إف سي بورتو، لكنه قضى معظم الموسم كاحتياطي للاعب الدولي البولندي شتشيزني. شارك في نهاية المطاف في 15 مباراة في جميع المسابقات في الموسم لكنه فشل في الظهور في أي مباراة في الدوري. غادر شتشيزني في بداية الموسم التالي ليوفنتوس، والذي شهد حمل أليسون للقميص رقم واحد. وكشف أليسون لاحقا أنه كان يفكر في ترك روما إذا لم يتم ضمان المزيد من دقائق اللعب له.
أخيراً، لعب أليسون أول مباراة له في دوري الدرجة الأولى الإيطالي خلال عطلة نهاية الأسبوع الأولى من موسم 2017-18، وشارك أساسيا في الفوز 1-0 على أتالانتا. ثم ظهر لأول مرة في ديربي روما في 18 نوفمبر، وانتهت المباراة بالفوز 2-1 على غريمه المحلي لاتسيو. أثنى الكثيرون على أدائه في دوري أبطال أوروبا، ولعب دورا رئيسيا في وصول النادي إلى الدور نصف النهائي. لم يستقبل النادي هدفا واحدا في ملعب أولمبيكو في دوري الأبطال، حتى المباراة ضد ليفربول في نصف النهائي في 2 مايو 2018، حيث فازوا 4-2 في تلك الليلة، لكنهم خسروا بنتيجة 7–6 في مجموع المباراتين. تلقى أليسون الثناء على أدائه خلال موسم 2017-18.

## ليفربول
وفي شهر يوليو 2018 أعلن نادي ليفربول رسميًا تعاقده مع حارس المرمى الدولي البرازيلي أليسون بيكر قادمًا من روما الإيطالي في صفقة قياسية بلغت 75 مليون يورو، وأصبح أليسون بهذا التعاقد أغلى حارس في تاريخ كرة القدم بعدما كسر رقم الحارس المخضرم جيانلويجي بوفون الذي كان قد انضم إلى يوفنتوس قادمًا من بارما مقابل 52 مليون يورو.
حصل أليسون بيكر على جائزة أفضل لاعب في نادي ليفربول خلال شهر مارس 2025، للمرة الأولى منذ أكتوبر 2022. حاز على 29% من الأصوات، متفوقًا على محمد صلاح ودومينيك سوبوسلاي

## المنتخب الوطني

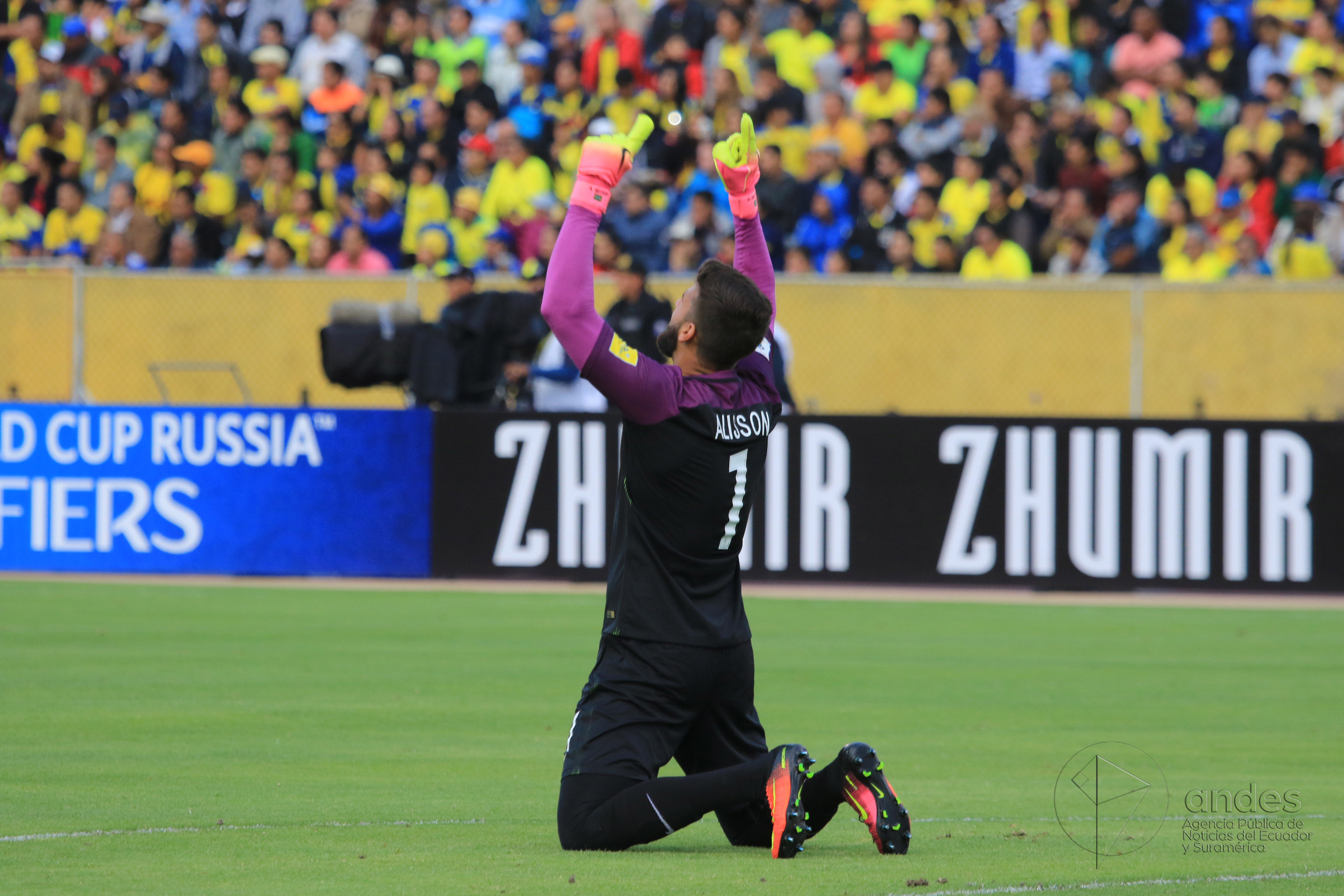
أليسون مع منتخب البرازيل في 2016.

بعد تمثيل البرازيل في منتخبي أقل من 17 سنة وأقل من 20 سنة، استدعى دونجا أليسون إلى التشكيلة الرئيسية في أول مباراتين من المباريات التأهيلية لكأس العالم 2018 ضد تشيلي وفنزويلا. ظهر لأول مرة ضد الأخيرة في 13 أكتوبر، وبدأ أساسيا وانتهت المباراة بالفوز 3-1 في ملعب كاستيلاو.
في 5 مايو 2016، تم اختيار أليسون ضمن قائمة من 23 شخص لبطولة كوبا أمريكا الجنوبية. في أول مباراة للفريق، تعادل بدون أهداف ضد الإكوادور، تعثر أليسون وتسبب في تلقي هدف من تسديدة ميلر بولانيوس ولكن لم يحتسب الهدف لأن الكرة كانت قد تجاوزت خط التماس قبلها. تلقى أليسون هدفين فقط في ثلاث مباريات ولكن خرجت البرازيل في مرحلة المجموعات.
في مايو 2018، تم اختياره في قائمة الفريق النهائية لكأس العالم 2018 في روسيا. في يونيو 2018، أكمل أليسون 90 دقيقة في مباراة ودية تحضيرا لكأس العالم ضد كرواتيا في ملعب أنفيلد وفازت بها البرازيل 2-0.

## النادي
آخر تحديث 13 مايو 2018.
| النادي            | الموسم   | الدوري  | الدوري | الكأس   | الكأس | قاريا1  | قاريا1 | دوري الولاية2 | دوري الولاية2 | أخرى3   | أخرى3 | المجموع | المجموع |
| النادي            | الموسم   | مشاركات | أهداف  | مشاركات | أهداف | مشاركات | أهداف  | مشاركات       | أهداف         | مشاركات | أهداف | مشاركات | أهداف   |
| ----------------- | -------- | ------- | ------ | ------- | ----- | ------- | ------ | ------------- | ------------- | ------- | ----- | ------- | ------- |
| نادي إنترناسيونال | 2013     | 6       | 0      | 2       | 0     | —       | —      | 1             | 0             | —       | —     | 9       | 0       |
| نادي إنترناسيونال | 2014     | 11      | 0      | 0       | 0     | —       | —      | 3             | 0             | 14      | 0     | 28      | 0       |
| نادي إنترناسيونال | 2015     | 26      | 0      | 4       | 0     | 12      | 0      | 15            | 0             | —       | —     | 57      | 0       |
| نادي إنترناسيونال | 2016     | 1       | 0      | 0       | 0     | —       | —      | 17            | 0             | 3       | 0     | 21      | 0       |
| نادي إنترناسيونال | المجموع  | 44      | 0      | 6       | 0     | 12      | 0      | 36            | 0             | 17      | 0     | 115     | 0       |
| روما              | 2016–17  | 0       | 0      | 4       | 0     | 11      | 0      | —             | —             | —       | —     | 15      | 0       |
| روما              | 2017–18  | 37      | 0      | 0       | 0     | 12      | 0      | —             | —             | —       | —     | 49      | 0       |
| روما              | المجموع  | 37      | 0      | 4       | 0     | 23      | 0      | 0             | 0             | 0       | 0     | 64      | 0       |
| الإجمالي          | الإجمالي | 81      | 0      | 10      | 0     | 35      | 0      | 36            | 0             | 17      | 0     | 179     | 0       |

1 يشمل كأس ليبرتادوريس، دوري أبطال أوروبا، والدوري الأوروبي.
2 يشمل Campeonato Gaúcho.
3 يشمل Primeira Liga (Brazil) ،Copa FGF وSupercopa Gaúcha.

### دوليا
آخر تحديث 4 يوليو 2019.
| المنتخب الوطني | العام   | مشاركات | أهداف |
| -------------- | ------- | ------- | ----- |
| البرازيل       | 2015    | 3       | 0     |
| البرازيل       | 2016    | 12      | 0     |
| البرازيل       | 2017    | 7       | 0     |
| البرازيل       | 2018    | 12      | 0     |
| البرازيل       | 2019    | 7       | 0     |
| المجموع        | المجموع | 41      | 0     |

## وصلات خارجية
- أليسون بيكر على موقع الاتحاد الدولي (مؤرشف)  (الإنجليزية)
- أليسون بيكر على موقع الاتحاد الأوربي (الإنجليزية)
- أليسون بيكر على موقع إي إس بي إن إف سي (الإنجليزية)
- أليسون بيكر على موقع قاعدة بيانات كرة القدم.إي يو (الإنجليزية)
- أليسون بيكر على موقع ليكيب (الفرنسية)
- أليسون بيكر على موقع ناشيونال فوتبول تيمز (الإنجليزية)
- أليسون بيكر على موقع Soccerbase.com (لاعب) (الإنجليزية)
- أليسون بيكر على موقع Soccerway.com (الإنجليزية)
- أليسون بيكر على موقع عالم كرة القدم.نت (الإنجليزية)
- أليسون بيكر على موقع AS.com (الإسبانية)